# Mars 1876

## Événements
- Japon :
  - suppression de la classe des bushi et des rentes des samouraïs;
  - le gouvernement japonais interdit le port du sabre et du costume traditionnel. Cette mesure qui vise les samouraïs provoque la révolte d’anciens guerriers de la région de Kumamoto.

- 7 - 9 mars : les troupes éthiopiennes infligent deux défaites consécutives aux troupes égyptiennes près de Gura. Yohannès IV s’empare d’une trentaine de canons et de 20 000 fusils modernes Remington. La bataille marque le coup d'arrêt de l’expansionnisme égyptien dans la Corne de l’Afrique.

- 10 mars : dictature militaire qui met fin aux troubles en Uruguay avec Lorenzo Latorre comme gouverneur provisoire (1876-1879), puis président de la République (1879-1880). Pour la première fois, un militaire de carrière et non un caudillo rural va diriger l’Uruguay. Avec le soutien de l’oligarchie foncière et des commerçants exportateurs de Montevideo, la dictateur favorisera l’extension des grandes estancias vouées à l’élevage bovin.

- 10 mars : Graham Bell réalise avec son assistant la première communication téléphonique de l'histoire.

- 12 mars (Dimanche) : terrible tempête qui ravage le Hainaut et le Nord de la France[1].

## Naissances
- 24 mars : Adolphe Beaufrère, peintre et graveur français.
- 28 mars : Emanuel Samson van Beever, peintre néerlandais († 20 juin 1912).

## Décès
- 19 mars : Jules-Antoine Paulin (° 1782).